# Les Légions noires
Les Légions noires, également appelées The Black Legions, sont un collectif de musiciens et de groupes de black metal français, localisés dans différentes villes de l'hexagone incluant Brest, Bordeaux, et Montpellier. Le collectif, dont les représentants les plus célèbres sont Mütiilation et Vlad Tepes, Torgeist et Belketre, est principalement actif entre 1993 et 1997.

## Biographie
Le collectif est probablement créé à la fin des années 1980 et début des années 1990, en réponse à la scène black metal norvégienne. Selon une édition du magazine Terrorizer publiée en 2005 concernant l'histoire du black metal, « un groupe de personnes affublés de corpsepaint, supposément les membres de Mütiilation, Torgeist et Vlad Tepes s'autoproclamèrent 'Les Légions Noires' en s'inspirant des groupes légendaires de la 'black metal mafia' norvégienne Darkthrone et Burzum, qui étaient supposément prêts à terroriser les chrétiens quelques années auparavant. » Les premiers enregistrements des membres des LLN sont publiées au début des années 1990, et leur influence est reconnue dans la même édition de Terrorizer.
De son point de vue, Wlad Drakksteim de Vlad Tepes parle, lors d'une entrevue avec le magazine Petrified, de Hellhammer et en particulier de Bathory : « Chaque véritable horde de black metal devrait jouer dans le style ancien de Bathory. » Concernant la mafia du black metal norvégien, il explique : « la mafia norvégienne a fait de 'mauvaises' choses dans ce monde. Après la disparition d'Euronymous, MAYHEM s'est définitivement éteint et c'est mieux comme ça sachant que le black metal pourra retourner dans les ténèbres. Il [Euronymous] peut reposer en paix, alors je ne vais pas m'en plaindre. Et en ce qui concerne Varg Vikernes (BURZUM), je n'ai rien à dire. NOUS avons NOS opinions et il doit sans doute bien les connaître. »
Dans une entrevue avec le magazine Vice, le critique musical britannique Dayal Patterson ne pense pas que LLN existent encore : « ...Et il n’y aura jamais rien de similaire, à mon avis. Personne ne pourrait rester aussi secret et anonyme aujourd’hui. En tout cas, ce serait très difficile. »

## Influence
Parmi les musiciens qui se réclament des Légions Noires figure Thurston Moore, guitariste du groupe de rock alternatif Sonic Youth. Dans une interview avec Vice pour le documentaire musical Bleu Blanc Satan, il déclare que son album Offerings est "directement influencé par Mütiilation et Vlad Tepes". En 2018, cette connexion permet au Festival Invisible d'inviter Thurston Moore à Brest, l'attirant avec la promesse de rencontrer Wlad Drakksteim.

## Groupes notables
Les groupes notables membres des Légions Noires incluent : Aäkon Këëtrëh, Amaka Hahina, Belketre, Belathuzur, Black Murder, Boreb[réf. souhaitée], Brenoritvrezorkre, Moëvöt, Mütiilation, Satanicum Tenebrae, Susvourtre, Torgeist, Vagézaryavtre, et Vlad Tepes.

## Discographie

### Albums studio
- 1995 : Vlad Tepes / Belketre - March to the Black Holocaust (Embassy Productions)
- 1995 : Mütiilation - Vampires of Black Imperial Blood (Drakkar Productions)
- 1996 : Vlad Tepes / Torgeist - Black Legions Metal[20] (Drakkar Productions)

### EP et démos
- 1994 : Vlad Tepes - War Funeral March (Full Moon Productions)
- 1994 : Mütiilation - Hail Satanas We Are The Black Legions
- 1994 : Torgeist - Devoted to Satan
- 1995 : Torgeist - Time of Sabbath
- 1996 : Belketre - Ambre Zuèrkl Vuordhrévarhtre
- 1997 : Vlad Tepes - La Morte Lune

### Albums affiliés
- 2001 : Vermeth - Your Ruin... (Drakkar Productions)
- 2002 : Amaka Hahina - Aheah Saergathan! (Drakkar Productions)
- 2008 : Vermeth - Suicide Or Be Killed! (Drakkar Productions)

### Compilations
- 1999 : Mütiilation - Remains of a Ruined, Dead, Cursed Soul
- 2002 : Mütiilation - 1992 - 2002 - Ten Years of Depressive Destruction